# Midway Arcade Treasures 3
Midway Arcade Treasures 3 es la tercera y última compilación de los juegos de arcade clásicos publicados por Midway Games para GameCube, PlayStation 2  y Xbox. Esta compilación incluye 8 juegos de carreras que no estaban en los lanzamientos de 2003 y 2004 Midway Arcade Treasures y Midway Arcade Treasures 2. Sin embargo, al igual que la primera y la segunda entrega, la versión de Xbox no es compatible con Xbox 360. A diferencia de las otras entregas de la serie Midway Arcade Treasures, la ESRB la califica E para todos.

## Juegos
Los juegos incluidos en Midway Arcade Treasures 3 son:
- Badlands
- Offroad Thunder
- Race Drivin'
- San Francisco Rush the Rock: Alcatraz Edition
- S.T.U.N. Runner
- Super Off Road (incluido su paquete de actualización/complemento, Super Off Road Track Pack)
- Hydro Thunder
- San Francisco Rush 2049

Si bien la mayoría de los juegos de esta colección son emulaciones o recreaciones de las versiones de arcade, "Hydro Thunder" y "Rush 2049" se basan en las versiones de consola, específicamente versiones de las versiones de Dreamcast. Además, "San Francisco Rush: The Rock" fue reprogramado desde cero; mientras que las pistas y los vehículos son los mismos que en la versión arcade, el motor de física es ligeramente diferente y la música ha sido reemplazada, excepto por el "What's Your Name?" música de alta puntuación. Sin embargo, esta versión funciona a 60 fotogramas por segundo, que es más rápido que el arcade.
"Super Off Road" y su "Track Pack" es el único juego de esta colección y de toda la trilogía que no fue desarrollado por Williams, Midway o Atari Games. Fue desarrollado y publicado por The Leland Corporation. Por razones legales, la imagen de  "Ironman" Ivan Stewart ha sido alterada en los dos juegos Super Off Road; ahora tiene gafas de sol y bigote y ambos juegos ahora se conocen simplemente como "Super Off Road" (las versiones originales de arcade se conocían completamente como "Ironman Ivan Stewart's Super Off Road"). Speed Shop de "Ironman" pasó a llamarse Off-Road Speed Shop, e Ivan mismo (el corredor gris controlado por IA) pasó a llamarse "Lightning" Kevin Lydy. Sin embargo, el nombre de Ivan permanece intacto en la lista de puntuaciones más altas ("IVN") y en los créditos del juego.

## Recepción
Midway Arcade Treasures 3 recibió críticas mixtas con 66.05% para la versión de PlayStation 2, 67.29% para la versión de Xbox y 65.61% para la versión de GameCube del agregador de videojuegos GameRankings.